# Pil (revija)
Pil je slovenska revija za mlade od 9. do 15. leta starosti in izhaja enkrat mesečno. Na leto izide 11 številk, med poletnimi počitnicami dvojna. Kot Pionirski list je začel izhajati leta 1948. Na pobudo bralcev se je v šolskem letu 1985/86 revija preimenovala v Pil, kar je kratica za Pionirski list, leta 1991 pa v Pisani list. Leta 1968 je začela izhajati priloga Vesela šola.
Leta 2000 se je Pil razdelil na Pil in Pil PLUS, ki se je leta 2007 preimenoval v Plus (do 2013). Pil je namenjen mlajšim osnovnošolcem, Plus pa je bil starejšim in srednješolcem. Odgovorna urednica revije Pil je Jana Zirkelbach, Plusa pa je bila Urška Kaloper. Revija Plus je ukinjena, vsebine pa so bile razširjene v reviji Pil, ki je zdaj prilagojen šolarjem od 5. do 9. razreda.
Na spletni strani revije sta dostopna elektronska izdaja in forum.

## Zgodovina
Bila je zelo priljubljena, saj jo je že v prvem letu naročilo 16 tisoč otrok. Po štirih letih izhajanja se je naklada Pionirskega lista podvojila in nato rasla vse do leta 1960, ko je dosegla 75 tisoč izvodov. Vsebina je spodbujala pionirje k pionirskemu delu, pri nastajanju revije pa je sodelovalo veliko znanih in manj znanih avtorjev (France Bevk, Božo Kos, Tone Pavček itd.) 

### Pil – Pionirski list
Prva številka je izšla 18. februarja 1948, obsegala pa je 4 strani. Cena posameznega izvoda je bila 2 dinarja. Revija za otroke in mladino od 10 do 14 leta je izhajala enkrat tedensko vsak teden med šolskim letom in je bila črno belega tiska. Kasneje je Pionirski list zaradi svoje uspešnosti postal obširnejši, spreminjal se je tako oblikovni kot tudi vsebinski del. 
Pionirski list je imel nekaj stalnih rubrik: 
- Rdeči prah- zgodba v več delih, ki se dogaja v Mehiki med bikoborci. Glavna junaka sta deček Leonard in njegov bikec Gitan.
- Fotoslikanica- prek fotografij so predstavljali sedanjost in preteklost Bosne in Hercegovine
- Partizanske zgodbe
- Kavboj Pipec in Rdeča pesa- znanega ilustratoja Boža Kosa
- Boj za staro pravdo- strip, ki je otroke popeljal v slovensko zgodovino, v obdobje slovenskih kmečkih uporov
- Nevidni človek in boben- strip z napetimi prizori o spopadih med dvema skupinama dečkov
- Jugoslovanska odprava v Himalajo - potopis
- Izdelaj sam- prikaz izdelave domačih izdelkov (npr: tapeciran stol, letalo, ladjica, novoletni okraski)

Predstavljali so tudi mladinske pisatelje (Lojze Kovačič, Ela Peroci, Branka Jurca, France Bevk, Tone Seliškar - posebna novoletna številka 15-16, ki je izšla 28. decembra 1960). Na začetku je bila del revije tudi rubrika Pisali so in za vas pišejo, kjer so v prvem delu predstavili avtorje, v drugem delu pa objavili odlomek kakšnega njihovega dela.
Posebna pozornost je bila namenjena kulturi, zato so bili že od nastanka naprej njegovi sodelavci številni pisatelji, pesniki, ilustratorji. Mnogi pisatelji so izdali svoje prvence v knjižni obliki prav iz zgodb, ki so bile objavljene v reviji; mnogi ilustratorji, med njimi Milan Bizovičar, Božo Kos, Aco Mavec, Jože Ciuha, so ob Pionirskem listu do vrhunske kakovosti razvili slikanico in strip.
V osemdesetih letih 20. stoletja so ob temah popularne kulture, intervjujih in novicah iz sveta slavnih prinesla priljubljeno rubriko teto Justi. V tem obdobju sta na Pilove strani vstopila tudi Desa Muck in Slavko Pregl, z odkritimi mladinskimi temami - tudi o seksu sta sprožila burne odzive.
Veliko pozornost so posvečali tudi športu - leta 1960 so bile v Rimu v Italiji letne olimpijske igre, poleg tega pa so predstavljali tudi uspešne jugoslovanske športnike.
Razpisovali so razna tekmovanja, kot na primer: za medaljo zlatega sonca, za nagrado srebrnega meseca in za nagrado srebrnih zvezdic. Bralci so lahko tekmovali, kdo bo največ narisal in napisal za Pionirski list ter v različnih likovnih tekmovanjih.
Pionirski list je mlade spodbujal k pionirskemu delovanju, hkrati pa je spodbujal domovinsko zavest s predstavljanjem različnih dogodkov (Štafeta mladosti, Dan mladosti, Kurirčkova torbica, Leto iger …). 
Spodbujali so tudi k prostovoljnemu delu in pomoči za otroke v revnih delih sveta.
List, ki ste ga težko pričakovali in si ga toliko želeli, prihaja danes k vam. Prihaja v vsak pionirski odred, v vsako četo, k vsakemu pioirju. Vsi ga boste brali in prav gotovo ne bo pionirja, ki bi ga ne poznal.— —Pionirski list, številka 1, 18. februar 1948.
Ob 20-letnici izhanjanja je bil z ukazom takratnega predsednika republike Josipa Broza Tita odlikovan z redom zaslug za narod s srebrnimi žarki, leta 1972 je prejel nagrado pionir in leta 1974 nagrado vstaje.
Pionirski list so do sredine osemdesetih urejali: Boris Makovec, Vojko Novak, Miran Zirkelbach in Valter Samide, mladinsko književnost mdr. Marija Vida Kovačič.

### Jugoslovanske pionirske igre
Pomemben dogodek v okviru Pionirskega lista pa so bile tudi Jugoslovanske pionirske igre. To je bilo pionirsko tekmovanje, kjer so otroci pokazali kaj znajo, zmorejo in si želijo. Sodelovali so pevci, igralci, taborniki, tehniki, športniki, alpinisti, aranžerji, humoristi, vsi, ki so bil nadarjeni in uspešni na kakšnem področju.
Na jugoslovanskih pionirskih igrah so sodelovale tudi vse kulturne ustanove, radiotelevizija, vse mladinske založbe, gledališča, kulturna društva in še mnoge druge organizacije in ustanove. S svojo udeležbo so prispevale, da je izšlo več lepših in boljših knjig za otroke, da so otroške in mladinske oddaje na televiziji in radiu bile še boljše, da so se mladinski filmi predvajali v kinematografih, predvsem pa to, da spoznajo svojo domovino v preteklosti, sedanjosti in prihodnosti. 
Slovenski pionirji so bili v dotedanjih velikih tekmovanjih vedno med najboljšimi.

### Pil – Pisani list
Prva številka Pisanega lista je izšla 5. septembra 1989, cena pa je bila 15.000 din. Pil je izhajal med šolskim letom v torek.
Rubrike in vsebina so se z leti spreminjale, nekatere rubrike pa so ostale stalne, kot na primer rubrika Teta Justi.
Danes je v reviji mogoče najti različne rubrike;
- reportaže z različnih držav in dogodkov
- živalske vsebine (npr. rubrike Tačke, Pilov veterinar,  kjer so predstavljene različne živali)
- razvedrilo (npr. horoskop,  križanka, šale, sudoku, stripi, testi…)
- Bralni grižljaj, kjer so vsak mesec predstavljene knjižne novosti in zanimivosti
- zgodbe iz zgodovine in teorije zarot
- novičke iz znanosti
- vsebine, ki se tičejo odraščanja
- glasbene, modne, športne, drzavne in filmske novice
- nagradne igre
- Teta Justi, zdravnica in veterinarka

V vsaki reviji pa je mogoče najti tudi posterje in dodatne strani za tekmovalce iz vesele šole.

## Književnost v revijiPil
Uredniki revije se trudijo, da bi mladim predstavili čim več knjižnih novosti. Avtorje in njihova dela predstavijo, objavijo odlomek iz izbrane knjige, mlade pa pozivajo, da izrazijo svoje mnenje o prebrani knjigi. Vsak mesec pa objavijo tudi knjigo, ki jo bodo predstavili v naslednji številki, da se otroci na to lahko pripravijo. Posebno pozornost je Pil namenjal bralni kulturi, zato so bili že od nastanka naprej njegovi sodelavci številni pisatelji, pesniki, ilustratorji. Mnogi pisatelji so izdali svoje prvence v knjižni obliki prav iz zgodb, ki so bile objavljene v Pionirskem listu in Pilu (Desa Muck, Primož Suhodolčan, Danila Žorž in drugi), mnogi ilustratorji, med njimi Milan Bizovičar, Božo Kos, Aco Mavec, Jože Ciuha, pa so ob Pionirskem listu in Pilu do vrhunske kakovosti razvili slikanico in strip. Danes v Pilu piše zgodbe pisatelj Vinko Möderndorfer, Pil pa ilustrirajo Zvonko Čoh, Adriano Janežič, Matej De Cecco, Igor Šinkovec in Bojana Dimitrovska.

## Vesela šola
Poleg tega je Pionirski list spodbujal tudi k izobraževanju in sicer s tekmovanjem Vesela šola. V tiskani izdaji Pila pa v dodatnih sredinskih straneh, natančneje pojasnijo teme, ki bodo na tekmovanju iz vesele šole, ter bodočim tekmovalcem razlozijo teme, ter se Jim z raznimi nalogami pomagajo pripraviti nanj.